# Baryceros albipes
Baryceros albipes är en stekelart som först beskrevs av Brulle 1846.  Baryceros albipes ingår i släktet Baryceros och familjen brokparasitsteklar. Inga underarter finns listade.